# Aphaniosoma brunnipes
Aphaniosoma brunnipes (лат.) — вид мух рода Aphaniosoma из семейства Chyromyidae.

## Распространение
Оман.

## Описание
Мелкие мухи с телом длиной около 2 мм. Это один из немногих видов рода с интенсивно затемнёнными ногами. Он известен только по типовой серии из Омана. У обоих полов есть тёмная полоса по лицу, тёмно-коричневый базальный членик жгутика и коричневый щупик. Похожий вид A. nigripes Ebejer, 2016 из Марокко имеет жёлтый щупик, жёлтый базальный члденик жгутика у самца, тонкий постгонит и стернит 6 другой формы. У Aphaniosoma captiosum из Израиля вентро-латеральный край тергита 6 сходен с таковым у A. nigripes; он отличается от обоих видов постгонитом, который толще и заканчивается белым кончиком, похожим на щетинку, и формой стернитов 5 и 6.